# رینا ساوایاما
رینا ساوایاما (انگلیسی: Rina Sawayama؛ ژاپنی: リナ・サワヤマ؛ زادهٔ ۱۶ اوت ۱۹۹۰) یک خواننده-ترانه‌پرداز، بازیگر و مدل ژاپنی و بریتانیایی است. او در ژاپن زاده شد و در کودکی به دلیل کار پدر، به لندن کوچ کرد. رینا ساوایاما در لندن فعالیت می‌کند. ساوایاما که به خاطر تنوع سبک‌های موسیقایی‌اش و تلفیق فمینیسم در آثارش شناخته می‌شود، همچنین در کمپین‌های مد به‌عنوان مدل حضور داشته و در سال ۲۰۲۳ با ایفای نقش در فیلم اکشن جان ویک: بخش ۴ نخستین تجربهٔ بازیگری‌اش در سینما را رقم زد.